# ابونضال
ابونضال با نام اصلی صبری خلیل البنّا (زاده: مه ۱۹۳۷ در فلسطین تا ۱۶ اوت ۲۰۰۲ در بغداد - عراق)، مؤسس سازمان فتح (شورای انقلابی) بود که گروهی منشعب و نظامی به‌شمار می‌آید و بیشتر به نام سازمان ابونضال مشهور است. این سازمان در اوج رشد و شهرت خودش، یعنی حدفاصل سال‌های ۱۹۷۰ تا ۱۹۸۰، بود.
ابونضال (یا پدر مبارزه) در اکتبر ۱۹۷۴ و پس از انشعاب و جدایی از سازمان آزادی‌بخش فلسطین به رهبری یاسر عرفات، سازمان ANO را تأسیس کرد.
ابونضال در ماه اوت ۲۰۰۲ در جریان یک تیراندازی در آپارتمانش در بغداد کشته شد. منابع فلسطینی معتقدند او به دستور صدام حسین کشته شد، در حالیکه مقامات رسمی عراق تأکید کردند که او در جریان یک بازجویی دست به خودکشی زده‌است.

## زندگی‌نامه
ابونضال در ماه مه ۱۹۳۷ در شهر یافا در ساحل مدیترانهای منطقه‌ای که در آن زمان «فلسطین تحت قیمومیت انگلستان» نامیده می‌شد به دنیا آمد. پدرش حاج خلیل البنا، صاحب ۶۰۰۰ جریب باغ پرتقال بین یافا و مجدل بود که در اسرائیل امروزی اشکلون نامیده می‌شود. خانواده او در یک خانه سنگی سه طبقه نزدیک ساحل، زندگی مرفهٔ داشتند. این خانه بعدها به عنوان یک دادگاه نظامی اسرائیلی مورد استفاده قرار گرفت.
ثروت خلیل البنا به او امکان تعدد زوجات داده بود. ابونضال در مصاحبه‌ای با اشپیگل، گفت که پدرش ۱۳ زن، ۱۷ پسر و ۸ دختر داشت. مادر ابونضال، طبق نوشته «ملمان»، هشتمین همسر خلیل البنا بود. او ابتدا به عنوان یک دختر علوی ۱۶ ساله خدمتکار این خانواده بود. به گفته «پاتریک سیل»، خانواده با این ازدواج مخالف بودند. در نتیجه، سایر فرزندان خانواده به ابونضال که دوازدهمین فرزند بود، نگاهی تحقیرآمیز داشتند؛ ولی بعدها این رابطه ترمیم شد.
در سال ۱۹۴۴ یا ۱۹۴۵، پدرش او را به کالج برادران در یافا (Collège des Frères de Jaffa) فرستاد. این کالج یک مدرسه مذهبی فرانسوی بود. ابونضال یک سال را در آنجا گذراند. پدرش در سال ۱۹۴۵، هنگامی که ابونضال ۷ ساله بود درگذشت. خانواده، مادر او را از خانه بیرون کردند. برادرانش او را از مدرسه مذهبی بیرون آوردند و به جایش او را به یک مدرسه خصوصی سطح بالا در بیت المقدس فرستادند که امروز با نام مدرسه ابتدایی عمریه شناخته می‌شود. او دو سال را در آن مدرسه گذراند.

## جنگ ۱۹۴۸ فلسطین
در ۲۹ نوامبر ۱۹۴۷ سازمان ملل مصمم به تجزیه فلسطین به یک کشور عربی و یک کشور یهودی بود. بلافاصله جنگ درگرفت.
خانواده البنا روابط خوبی با جامعه یهودیان داشتند ولی جنگ بود و این روابط کمکی به آن‌ها نمی‌کرد.
درست قبل از این که یافا توسط نیروهای اسرائیلی در آوریل ۱۹۴۸ فتح شود این خانواده از خانه خود نزدیک مجدل فرار کردند ولی شبه نظامیان یهودی به آنجا نیز رسیدند و آن‌ها مجدداً مجبور به فرار شدند.
این بار آن‌ها به اردوگاه پناهندگان بیروت در نوار غزه و تحت کنترل مصر رفتند. ملان می‌نویسد که خانواده‌اش نه ماه زندگی را در چادر صرف کردند، وابسته به آژانس امداد و کار سازمان ملل برای کمک هزینه نفت، برنج و سیب زمینی. این تجربه تأثیر زیادی بر ابونضال داشت.

## حرکت به نابلوس و عربستان
خانواده ابونضال به نابلوس در کرانه غربی که در آن زمان در کنترل اردن بود کوچ کرده بود.
ابونضال در دبیرستان آنجا در ۱۹۵۵فارغ‌التحصیل شد و به حزب ناسیونالیست بعث پیوست.
او رشته‌ی مهندسی در دانشگاه قاهره تحصیل کرد اما بعد از دو سال بدون کسب مدرک آن را ترک کرد.
در ۱۹۶۰ او به عربستان رفت و به عنوان نقاش و تکنیسین برق به کار مشغول شد و به عنوان کارگر آزاد در آرامکو مشغول به کار شد. ابونضال در ۱۹۶۲ همسرش را ملاقات کرد که خانواده‌اش از یافا کوچ کرده بودند. این زوج یک پسر و دو دختر داشتند.

## زندگی سیاسی
ابونضال در عربستان سعودی به گروهی از جوانان فلسطینی کمک کرد که سازمان مخفی فلسطین را تأسیس کنند. چنین فعالیتی به بهای از دست دادن شغلش و همچنین بازداشت و سپس تبعیدش تمام شد.
... او بعد از بازگشت به نابلس به یاسر عرفات، رهبر سازمان آزادی‌بخش فلسطین پیوست. او به عنوان یک فرد نیمه‌وقت، هوادار سیاست‌های سازمان آزادی‌بخش فلسطین بود، اگر چه فعالیت خاصی نداشت.
پیروزی اسراییل در جنگ ۱۹۶۷ و تصرف بلندی‌های جولان، کرانهٔ غربی و نوار غزه و پیامدهای آن، بخصوص ورود تانک‌های اسراییلی به شهر نابلس، او را به فعالیت واداشت.
... بعدها وی در اردن اقامت گزید و اقدام به تأسیس یک شرکت تجارتی به نام «امپکس» کرد که تحت پوشش آن بسیاری قرارهای ملاقات افراد الفتح یا جمع‌آوری کمک مالی برای جنبش فلسطین انجام می‌شد. در دوران جنگ‌های سپتامبر سیاه، میان ملک حسین و فلسطینی‌ها، وی همچنان در دفتر کار خودش ماند.
درگیر بودن در کار تجارت و کنترل شرکت‌های مختلف، رفته رفته او را به مردی ثروتمند تبدیل نمود که در عین حال پوششی برای معاملات اسلحه و فعالیت‌های افراد استخدام شده بود.
در سال ۱۹۶۸، ابو ایاد او را به عنوان نماینده سازمان فتح در کشور سودان منصوب کرد؛ و بعدها به اصرار خود وی، وی را برای همین سمت به بغداد اعزام کردند.

## اولین عملیات
به فاصله کوتاهی بعد از سپتامبر سیاه، ابونضال از طریق ایستگاه رادیویی‌اش به نام «صدای فلسطین» که از بغداد برنامه پخش می‌کرد، سازمان آزادی‌بخش فلسطین را به دلیل امضای قرارداد صلح با ملک حسین به بزدلی متهم کرد. ابونضال به ناجی علوش و ابوداوود (رهبر سازمان سپتامبر سیاه که مسئول کشتار ۱۹۷۲ در مونیخ بود) پیوست و به تغییراتی در سازمان فتح و انتقام گیری علیه ملک حسین فراخوان داد.
ابوداوود در فوریه ۱۹۷۳ به دلیل تلاش برای ترور ملک حسین در اردن دستگیر شد. این امر به اولین عملیات ابونضال با نام «العقاب» (مجازات) منجر شد. در پنجم سپتامبر ۱۹۷۳، پنج فرد مسلح وارد سفارت عربستان سعودی در پاریس شدند. ۱۵ نفر را به گروگان گرفتند و تهدید کردند که اگر ابوداوود آزاد نشود، ساختمان را منفجر می‌کنند. دو روز بعد این پنج فرد مسلح در حالیکه هنوز پنج گروگان در اختیار داشتند با یک پرواز شرکت هواپیمایی سوریه به کویت و از آن‌جا به ریاض رفتند و تهدید کردند که گروگان‌ها را به بیرون هواپیما پرتاب کنند. در هشتم سپتامبر آن‌ها تسلیم شدند و گروگان‌ها را آزاد کردند. دو هفته بعد ابوداوود از زندان آزاد شد.
ابونضال عملیات را بدون اجازه الفتح انجام داده بود. ابو ایاد (معاون عرفات) و محمود عباس (که بعدها رئیس‌جمهور حکومت فلسطین شد) به عراق رفتند تا ابونضال را قانع کنند که گروگان‌گیری به جنبش‌شان لطمه می‌زند. ابوایاد به «سیل» گفت که یک مقام عراقی حاضر در نشست گفت: «چرا به ابونضال حمله می‌کنید؟ عملیات مال ما بود. ما از او خواستیم که عملیات را برای ما به اجرا در بیاورد.» محمود عباس بسیار خشمگین شد و جلسه را به همراه سایر نمایندگان سازمان آزادی‌بخش فلسطین ترک کرد. به نوشته «سیل» از آن پس، سازمان آزادی‌بخش فلسطین، ابونضال را به عنوان فردی که تحت کنترل دولت عراق است می‌شناخت.

## اخراج از سازمان فتح
دو ماه بعد، یعنی در نوامبر ۱۹۷۳ (درست بعد از جنگ یوم کیپور که از اکتبر شروع شده بود)، سازمان ابونضال(ANO)، اقدام به ربودن پرواز شماره ۸۶۱ شرکت هواپیمایی KLM نمود. این بار عملیات تحت عنوان سازمان جوانان ناسیونالیست عرب صورت گرفت. در این هنگام سازمان فتح در آستانه شرکت در کنفرانس صلح ژنو بود. عملیات هواپیما ربایی هشداری بود از جانب ابونضال به مسئولین فتح برای عدم شرکت در مذاکرات ژنو. در پاسخ به این عمل، عرفات در ماه مارس یا ژوئیه ۱۹۷۴، ابونضال را از سازمان فتح اخراج کرد.
در اکتبر ۱۹۷۴، ابونضال سازمان ANO را تأسیس نمود و نام آن را «سازمان فتح، شورای انقلابی» نهاد. در نوامبر همان سال سازمان فتح در یک دادگاه غیابی او را به اتهام اقدام برای ترور محمود عباس، به مرگ محکوم کرد. یکی از تاریخ نگاران(Seale) می‌نویسد نامحتمل است که ابونضال قصد کشتن محمود عباس را داشته، کما اینکه نا محتمل است که سازمان فتح نیز در پی کشتن ابونضال بوده باشد، اما آنچه مسلم است وی از جانب فتح به عنوان عنصر نامطلوب ارزیابی می‌شد.

## مرگ
جسد وی در ۱۹ آگوست ۲۰۰۲ در بغداد در اتاق خوابش پیدا شد.